# Dimitar Velkovski
Dimitar Velkovski est un footballeur international bulgare, né le 22 janvier 1995 à Vratsa. Il joue au poste d'arrière gauche au Miedź Legnica.